# René Wendling
René Wendling (* 30. Mai 1920 in Luxemburg) ist ein ehemaliger luxemburgischer Fußballspieler.
Wendlings Heimatverein war der CS Fola Esch, in dem er als Verteidiger spielte. Am 28. Juli 1946 stand er beim Freundschaftsspiel der luxemburgischen Fußballnationalmannschaft gegen Norwegen (3:2) in der Startelf. Es blieb sein einziges Länderspiel.